# Roza Dereje
Roza Dereje Bekele (amharisch ሮዛ ደረጀ በቀለ, * 9. Mai 1997) ist eine äthiopische Langstreckenläuferin, die sich auf den Straßenlauf spezialisiert.

## Werdegang
2016 und 2017 gewann sie den Shanghai-Marathon, 2018 den Dubai-Marathon mit Streckenrekord in 2:19:17 Stunden. Beim Chicago-Marathon 2018 wurde sie in 2:21:18 Stunden Zweite. Im Dezember 2019 gewann die 22-Jährige den Valencia-Marathon und stellte mit ihrer Siegerzeit von 2:18:30 h eine persönliche Bestzeit sowie einen neuen Streckenrekord auf. Sie startete im Herbst bei den Weltmeisterschaften in Doha und konnte dort ihr Rennen nicht beenden. 2021 nahm sie an den Olympischen Sommerspielen in Sapporo teil und kam dort mit einer Zeit von 2:28:38 h als Vierte ins Ziel.

## Persönliche Bestzeiten
- Halbmarathon: 1:06:01 h, 10. Februar 2019, Barcelona
- Marathonlauf: 2:18:30 h, 1. Dezember 2019, Valencia